# Дизайн дослідження
Дизайн дослідження належить до загальної стратегії, яка використовується для проведення досліджень, яка визначає стислий та логічний план розв'язання встановлених питань дослідження через збір, інтерпретацію, аналіз та обговорення даних.
Методології та методи, включені в дизайн дослідження, залежатимуть від точки зору дослідника щодо його переконань у природі знань (див. Епістемологія) та реальності (див. Онтологія), часто сформованих відповідно до дисциплінарних областей, до яких належить дослідник.
Структура дослідження визначає тип дослідження (описове, кореляційне, напівекспериментальне, експериментальне, оглядове, метааналітичне) та підтип (наприклад, описово—поздовжнє тематичне дослідження), проблему дослідження, гіпотези, незалежні та залежні змінні, експериментальний дизайн та, якщо застосовано, методи збору даних та план статистичного аналізу. Дизайн дослідження — це структура, яка була створена для пошуку відповідей на питання дослідження.

## Типи та підтипи дизайну
Існує багато способів класифікації дослідницьких проєктів. Проте, наведений нижче список пропонує ряд корисних відмінностей між можливими проєктами досліджень. Дизайн дослідження — це домовленість про умови або колекцію.
- Описовий (наприклад, тематичне дослідження, натуралістичне спостереження, опитування)
- Кореляційні (наприклад, дослідження «випадок—контроль», «спостережне дослідження»)
- Експериментальний (наприклад, польовий експеримент, контрольований експеримент, квазіексперимент)
- Огляд (огляд літератури, систематичний огляд)
- Метааналітичний (метааналіз)

Іноді розрізняють «фіксовану» та «гнучку» конструкції. У деяких випадках ці типи збігаються з кількісними та якісними дослідженнями відповідно, хоча це не обов'язково. У фіксованих проектах проект дослідження фіксується до того, як відбудеться основний етап збору даних. Фіксовані конструкції, як правило, керуються теорією; інакше неможливо заздалегідь знати, які змінні потрібно контролювати та вимірювати. Часто ці змінні вимірюються кількісно. Гнучкі конструкції забезпечують більшу свободу під час процесу збору даних. Однією з причин використання гнучкого дизайну досліджень може бути те, що змінна, що цікавить, не є кількісно вимірюваною, наприклад, культура. В інших випадках теорія може бути недоступною до початку дослідження.

### Групування
Вибір способу групування учасників залежить від гіпотези дослідження та від того, як у учасників проводиться вибірка. У типовому експериментальному дослідженні буде щонайменше один «експериментальний» стан (наприклад, «лікування») і один «контрольний» стан («відсутність лікування»), але відповідний метод групування може залежати від таких факторів, як тривалість фази вимірювання та характеристик учасника:
- Когортне дослідження
- Дослідження поперечного перерізу
- Перехресне послідовне дослідження
- Поздовжнє дослідження

## Стверджувальне проти дослідницького дослідження
Підтверджувальне дослідження перевіряють апріорні гіпотези — прогнози результатів, зроблені до початку етапу вимірювання. Такі апріорні гіпотези зазвичай виводяться з теорії або результатів попередніх досліджень. Перевага стверджувальних досліджень полягає в тому, що результат є більш значущим, в тому сенсі, що набагато важче стверджувати, що певний результат є узагальненим поза набором даних. Причиною цього є те, що в підтверджувальних дослідженнях в ідеалі прагнуть зменшити ймовірність помилкового повідомлення випадкового результату як значущого. Ця ймовірність відома як α—рівень або ймовірність помилки типу I.
З іншого боку, дослідницькі дослідження прагнуть сформувати апостеріорні гіпотези шляхом вивчення набору даних та пошуку потенційних зв'язків між змінними. Також можна мати уявлення про зв'язок між змінними, але не мати знань про напрямок і силу зв'язку. Якщо у дослідника заздалегідь немає якихось конкретних гіпотез, дослідження є дослідницьким щодо відповідних змінних (хоча це може бути підтвердженням для інших). Перевага пошукових досліджень полягає в тому, що легше робити нові відкриття через менш жорсткі методологічні обмеження. Тут дослідник не хоче пропустити потенційно цікаве відношення і тому прагне мінімізувати ймовірність відхилення реального ефекту чи відношення; цю ймовірність іноді називають β, а пов'язана з цим помилка має тип II. Іншими словами, якщо дослідник просто хоче побачити, чи можуть вимірювані змінні бути пов'язаними, він хотів би збільшити шанси знайти значний результат, знизивши поріг того, що вважається значущим.
Іноді дослідник може проводити дослідницьке дослідження, але повідомляти про нього, ніби воно підтверджує («Гіпотеза після того, як результати відомі», HARKing — див. Гіпотези, запропоновані даними); це сумнівна практика досліджень, що межує з шахрайством.

## Проблеми стану проти проблем процесу
Можна розрізнити проблеми стану та проблеми процесу. Проблеми стану мають на меті відповісти, яким є стан явища в цей момент часу, тоді як проблеми процесу мають справу зі зміною явищ з часом. Прикладами проблем стану є рівень математичних навичок шістнадцятирічних дітей або рівень навичок роботи на комп'ютері людей похилого віку, рівень депресії людини тощо. Прикладами проблем процесу є розвиток математичних навичок від статевого дозрівання до дорослого віку, зміна навичок роботи з комп'ютером, коли люди старіють, і як змінюються симптоми депресії під час терапії.
Проблеми стану легше виміряти, ніж проблеми процесу. Проблеми стану вимагають лише одного вимірювання  явищ, тоді як проблеми з процесами завжди вимагають багаторазових вимірювань. Для розв'язання проблем процесу необхідні такі дослідницькі проєкти як повторні вимірювання та лонгітюдне дослідження.

## Приклади фіксованих дослідницьких конструкцій

### Проекти експериментальних досліджень
Див. також: Експеримент
В експериментальній конструкції дослідник активно намагається змінити ситуацію, обставини чи досвід учасників (маніпуляція), що може призвести до зміни поведінки або результатів для учасників дослідження. Дослідник випадковим чином призначає учасників до різних умов, вимірює цікаві змінні та намагається контролювати змішані змінні. Тому експерименти часто дуже фіксовані ще до початку збору даних.
У хорошому експериментальному дизайні кілька речей мають велике значення. Перш за все, необхідно продумати найкращий спосіб операціоналізації змінних, які будуть вимірюватися, а також які статистичні методи були б найбільш доречними для відповіді на питання дослідження. Таким чином, дослідник повинен розглянути, які очікування від дослідження, а також як проаналізувати будь—які потенційні результати. Нарешті, в експериментальній конструкції дослідник повинен продумати практичні обмеження, включаючи доступність учасників, а також наскільки репрезентативні учасники для цільової групи. Перед початком експерименту важливо врахувати кожен із цих факторів. Крім того, багато дослідників використовують аналіз потужності перед тим, як проводити експеримент, щоб визначити, наскільки великою має бути вибірка, щоб знайти ефект даного розміру із заданою конструкцією при бажаній ймовірності помилки типу I або типу II. Перевага дослідника полягає в мінімізації ресурсів у експериментальних розробках.

### Неексперементальні розробки досліджень
Проєкти неексперементальних досліджень не передбачають маніпуляцій ситуацією, обставинами чи досвідом учасників. Проєкти неексперементальних досліджень можна класифікувати загалом на три категорії. По—перше, у реляційних конструкціях вимірюється діапазон змінних. Ці конструкції також називають кореляційними дослідженнями, оскільки дані кореляції найчастіше використовуються для аналізу. Оскільки кореляція не передбачає причинно—наслідкових зв'язків, такі дослідження просто ідентифікують спільні переміщення змінних. Кореляційні конструкції корисні при виявленні відношення однієї змінної до іншої та визначенні частоти співіснування у двох природних групах (див. Кореляція та залежність). Другий тип — порівняльне дослідження. Ці конструкції порівнюють дві або більше груп за однією або кількома змінними, наприклад, вплив статі на оцінки. Третій тип не експериментальних досліджень — це поздовжня конструкція. Поздовжній дизайн вивчає такі змінні, як ефективність, яку група чи групи демонструють з часом (eee Longitudinal study).

## Приклади гнучких дослідницьких конструкцій

### Case study
Див. також: Тематичне дослідження
Відомими тематичними дослідженнями є, наприклад, описи пацієнтів Фрейда, які були ретельно проаналізовані та описані.
Белл (1999) стверджує, що «підхід до конкретного дослідження особливо підходить для окремих дослідників, оскільки він дає змогу глибоко вивчити один аспект проблеми протягом обмеженого часу».

### Етнографічне дослідження
Див. також: Етнографія
Цей тип досліджень пов'язаний із групою, організацією, культурою чи громадою. Зазвичай дослідник проводить багато часу з групою.
Обґрунтоване вивчення теорії
Обґрунтоване теоретичне дослідження — це систематизований дослідницький процес, який працює над розробкою «процесу, дії чи взаємодії щодо основної теми».